# 고정 (중국)
고정(高定, ? ~ 225년) 혹은 고정원(高定元)은 삼국 시대 익주 월수군의 이민족의 왕이다.

## 생애
건안 23년(218년) 이후, 병사를 보내 신도현을 포위하였으나, 유비가 임명한 건위태수 이엄의 구원군에 격파당해 도주했다.
건흥 원년(223년), 장가태수 주포가 반란을 일으켰을 때, 이미 옹개와 함께 반란한 상태였다. 유비가 죽은 후 월수태수 초황(焦璜)을 죽이고 스스로 왕이라 일컬어 촉한에 대한 반란을 일으켰다. 오나라에 투항하여 영창태수가 된 옹개를 영창군의 오관연공조 여개 등 영창군 사람들이 받아들이지 않자, 고정도 옹개, 주포와 함께 영창군을 핍박했으나 굴복시키지 못했다.
건흥 3년(225년), 제갈량(諸葛亮)은 남방 4군(건위군, 장가군, 익주군, 영창군)의 난을 모조리 평정하였고, 옹개는 고정의 부하에게 살해당하였으나 결국 고정은 제갈량에게 붙잡혀 목이 베였다.

## 《삼국지연의》에서의 고정
촉의 월수태수로 있었으나, 225년에 맹획(孟獲)의 권유로 옹개, 주포와 함께 반란을 일으켜 영창군(永昌郡)을 공격하였다. 이때 제갈량이 인솔하는 토벌군에 대해, 아장(亞將) 악환(鄂煥)을 내세워 요격했다. 그 후, 제갈량의 이간계에 걸려, 옹개와 주포에게 배신을 당하였다고 착각하여, 옹개와 주포를 죽여 제갈량에게 투항하였고, 그 공로로 익주태수(益州太守)로 임명되었다.